# Sidi Hadjeres
Sidi Hadjeres est une commune de la wilaya de M'Sila en Algérie.

## Histoire
La ville est habitée par la tribu des Ouled Sidi Hadjeres.